# Sibbaldia
Sibbaldia es un género con 49 especies perteneciente a la familia Rosaceae.

## Especies seleccionadas
- Sibbaldia adpressa
- Sibbaldia altaica
- Sibbaldia aphanopetala
- Sibbaldia argentea
- Sibbaldia axilliflora
- Sibbaldia byssitecta
- Sibbaldia californica
- Sibbaldia compacta
- Sibbaldia congesta
- Sibbaldia cuneata
- Sibbaldia procumbens

## Sinonimia
- Dryadanthe Endl.
- Sibbaldianthe Juz.